# لیام برتاتزو
لیام برتاتزو (ایتالیایی: Liam Bertazzo؛ زادهٔ ۱۷ فوریهٔ ۱۹۹۲) دوچرخه‌سوار اهل ایتالیا است.

## باشگاهی
از باشگاه‌هایی که در آن رکاب زده‌است می‌توان به ویلیر تریستینا–سله ایتالیا اشاره کرد.
وی در مسابقات کشوری و بین‌المللی در مجموع برندهٔ ۲ مدال نقره، ۲ مدال برنز شده‌است.